# Jeu de poches
Pour les articles homonymes, voir babette.

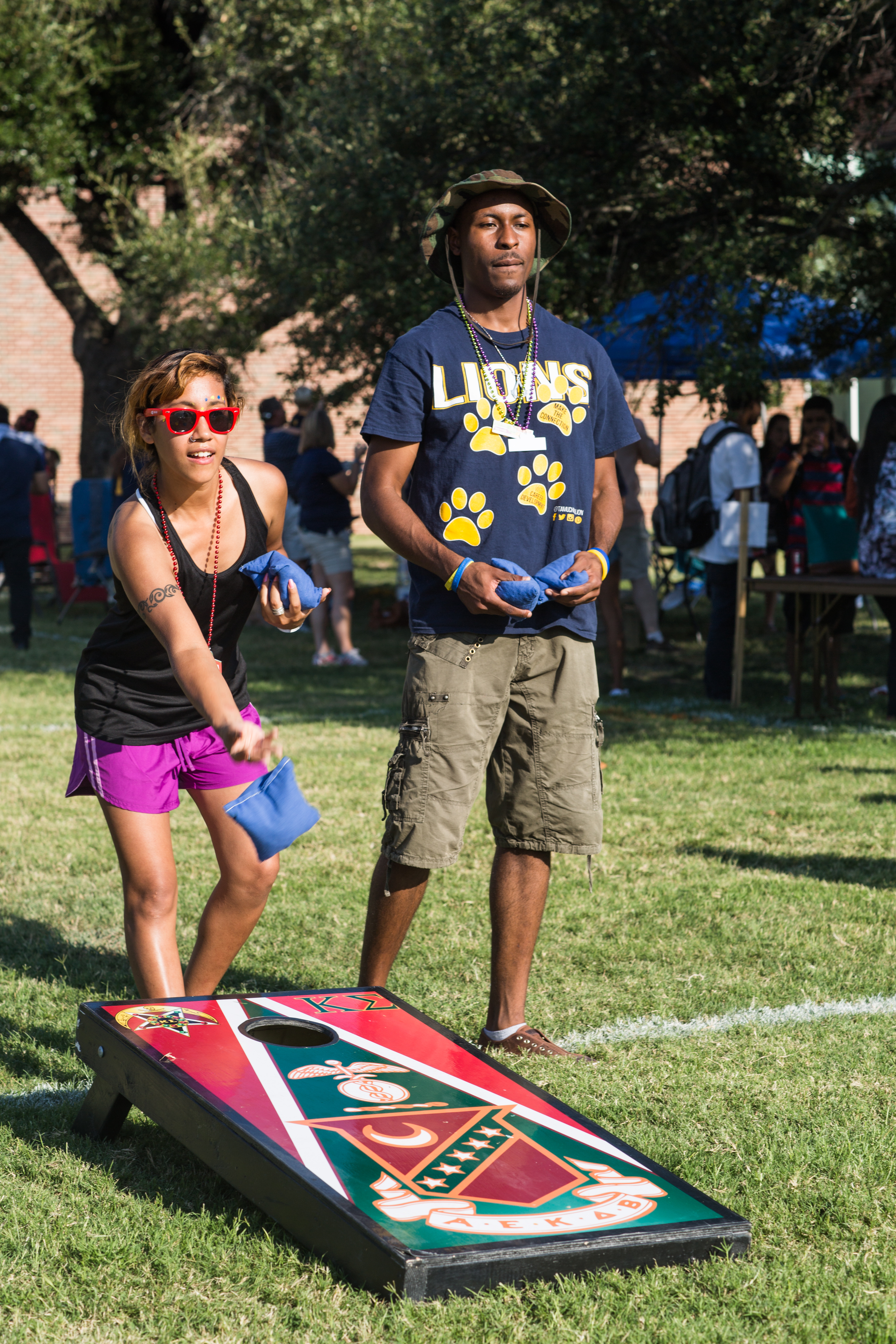
Une femme jouant au jeu de poches à l'université Texas A&M.

Le jeu de poches ou babette est un jeu d'extérieur pratiqué au Québec et aux États-Unis dans lequel les joueurs lancent tour à tour des sacs remplis de grains de maïs ou de granulés plastiques  sur la plateforme inclinée opposée percée d'un trou. Le jeu s'appelle cornhole en anglais, un mot-valise composé des mots signifiant « maïs » et « trou ».

## Historique
Le brevet déposé par Heyliger Adams de Windt en 1883 dénommé parlor Quoits présente des similitudes avec le jeu moderne mais avec un trou carré au lieu de rond. Quoits est un jeu similaire avec des fers à cheval lancés  vers une pointe en métal. Le brevet de De Windt fait suite à plusieurs brevets antérieurs de parlor Quoits qui cherchaient à recréer le jeu à l'intérieur. Il fut le premier à utiliser des sacs de haricots et une planche inclinée avec un trou comme cible.
Il a vendu les droits sur le jeu à un fabricant de jouets du Massachusetts qui en a commercialisé une version sous le nom de Faba Baga. Contrairement au jeu moderne avec un seul trou et une seule taille de sac, une planche Faba Baga a deux trous de tailles différentes, valant différentes valeurs en points et fournit à chaque joueur un sac extra-large par tour, qui double le point.
Le jeu moderne de jeu de poches, connu plus communément sous le nom de sacs de haricots ou simplement de sacs dans la région de Chicago, a probablement été popularisé après la publication d’un article sur la fabrication des planches dans le magazine Popular Mechanics, page 138 de l'édition de septembre 1974. Le jeu a été diffusé à Chicago dans l'Illinois et dans la région nord-ouest de l’Indiana à la fin des années 1970 et au début des années 1980.
De nos jours, le jeu est incontournable aux États-Unis, véritable phénomène de société pratiqué par des millions d’Américains. Ils rivalisent d'imagination pour décorer les planches et les sacs.

L'American Cornhole League propose de multiples divisions de différents niveaux,. Des retransmissions télévisées sont diffusées sur la chaine sportive ESPN.

## Règles
La American Cornhole League prétend éditer le règlement officiel du cornhole.

### Matériel
Un jeu complet se compose de deux planches rectangulaires et de huit sacs en tissu.

Chaque plate-forme de contreplaqué de bois dur mesure 0,61 x 1,22 m. Un trou circulaire de 150 mm centré et à 230 mm du haut y est pratiqué. La planche est inclinée dans le sens de sa longueur. Le bord supérieur (sa largeur) de la surface de jeu est positionné à 300 mm du sol et le bord inférieur entre 76 et 102 mm. Elles doivent être lisses, mais les sacs ne doivent pas glisser du seul fait de la pente.
L'équipement est complété de huit sacs en tissu. Les poches mesurent 15 cm sur 15 cm et contiennent entre 440 et 470 grammes de maïs (parfois de haricots ou de grains de plastique). Elles sont de deux couleurs différentes. Chaque sac est composé de deux carrés de tissu avec une double couture. Les sacs doivent être fabriqués à partir d'un tissu résistant tel que de la toile, du croisé ou du daim synthétique.
L'ensemble, décoré ou à l'état brut, peut être acheté dans le commerce ou construit par soi-même.

### Installation
Les deux planches sont posées sur le sol, face à face, à une distance de 8,2 m.
À quatre joueurs (deux par équipe), un joueur de chaque équipe prend les quatre sacs de sa couleur et se place de chaque côté d'une des planches, sans dépasser l'avant de celle-ci. Ils seront les lanceurs de la première manche. Les joueurs changeront à la manche suivante. Ils se positionnent face à l'autre planche.
À deux joueurs, chacun prend les quatre sacs de sa couleur et se place de chaque côté de sa planche.

### Déroulement
Les lanceurs lancent leurs quatre sacs, un sac à la fois et à tour de rôle. Les sacs lancés restent sur la planche jusqu'à la fin de la manche.
Un sac dans le trou donne 3 points et 1 point lorsqu'il atterrit sur la plate-forme. Les sacs au sol ou ayant touché le sol avant d'atterrir sur la planche valent 0 point. Un sac lancé peut pousser un autre à l'extérieur de la planche ou dans le trou. Seule l’équipe qui totalise le plus de points marque et ne compte que les points supérieurs à ceux de l’équipe adverse (score d'annulation). C'est également l'équipe marquante qui commence la manche suivante. Le jeu continue jusqu'à ce qu'un joueur ou une équipe atteint ou excède le score de 21 points.

## Galerie d'images

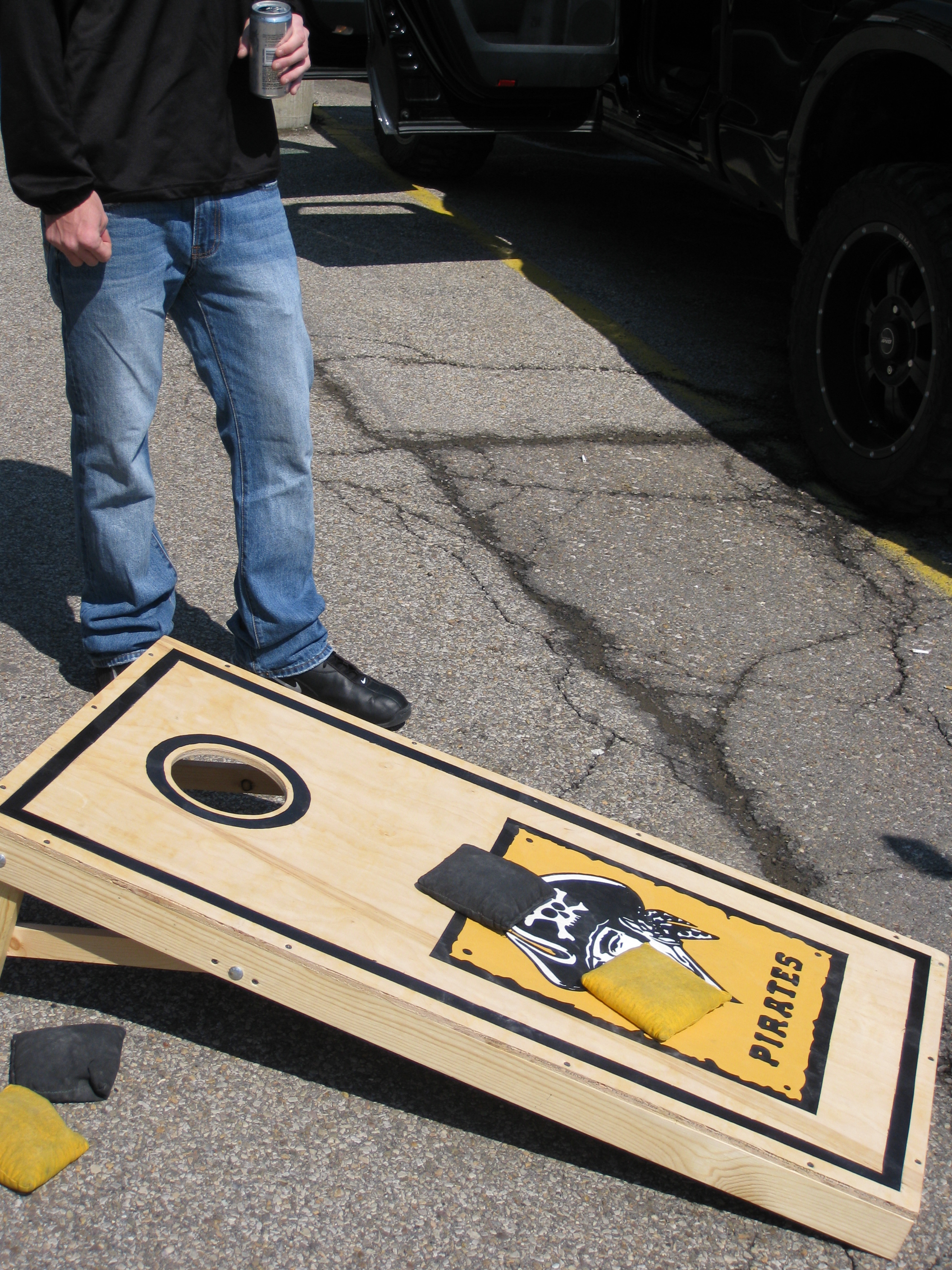
Baggo tailgating
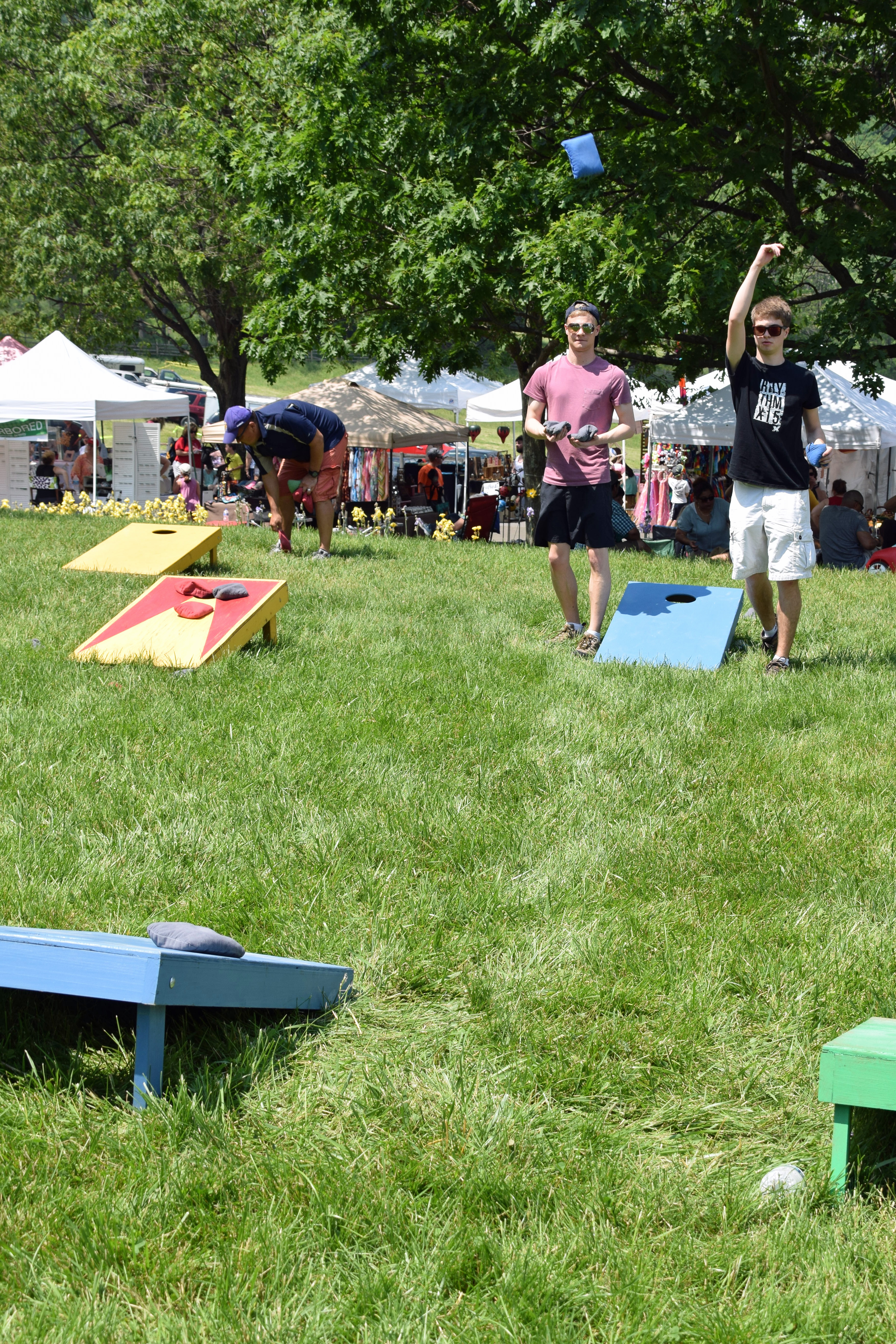
Festival de jeu de poches à Strawberry
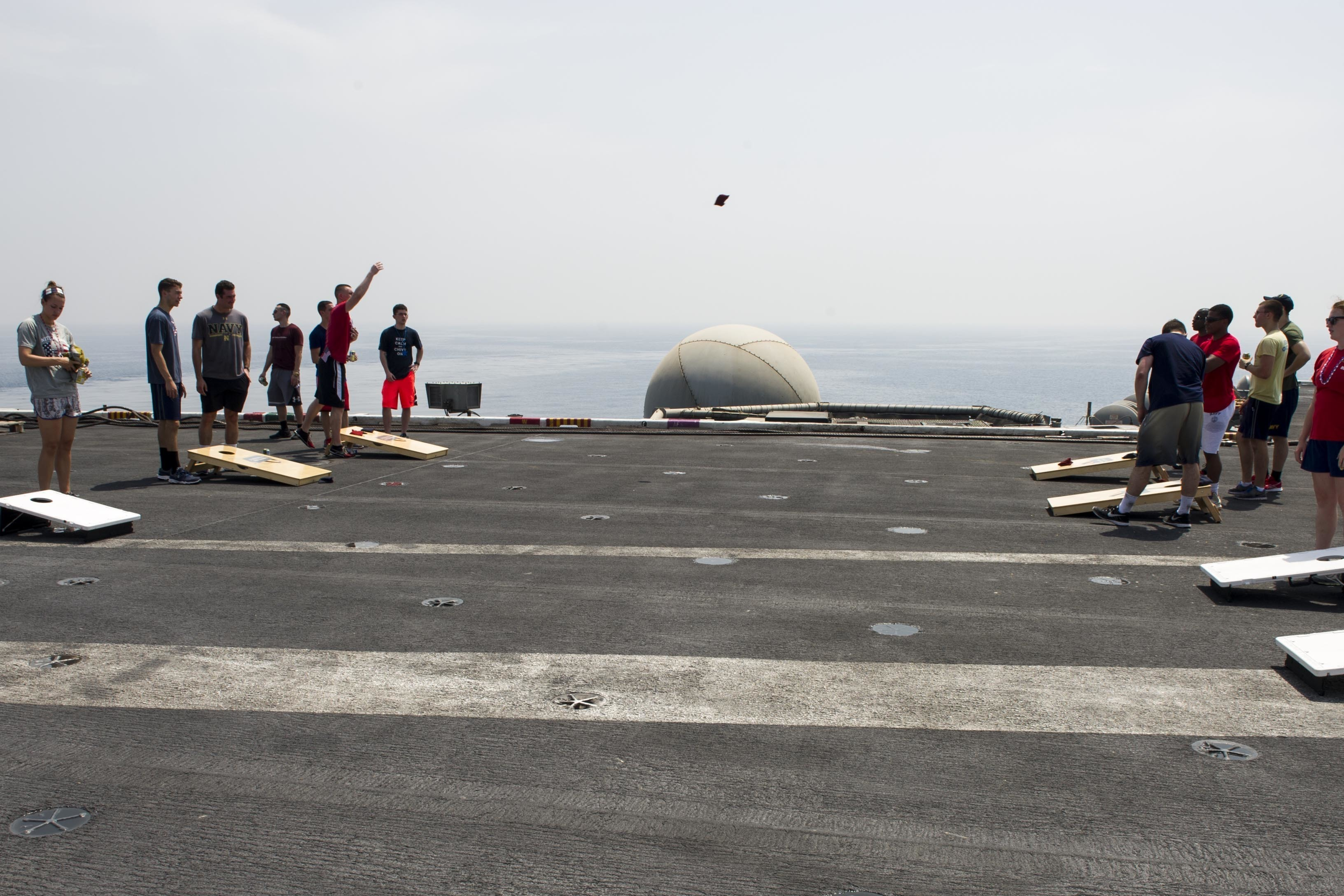
Sur le pont du USS Theodore Roosevelt
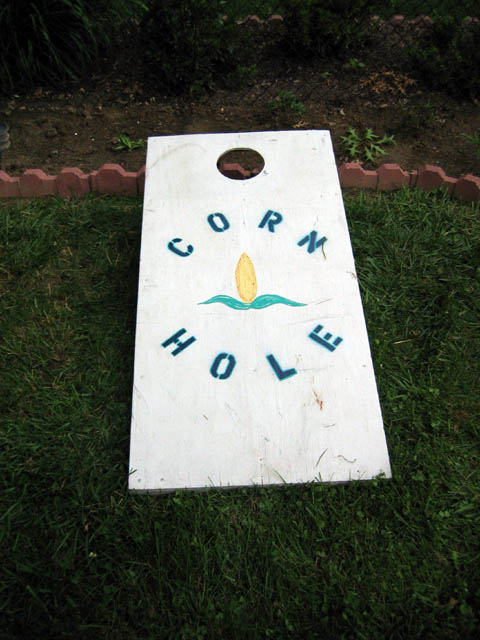
Une planche de jeu de poches.
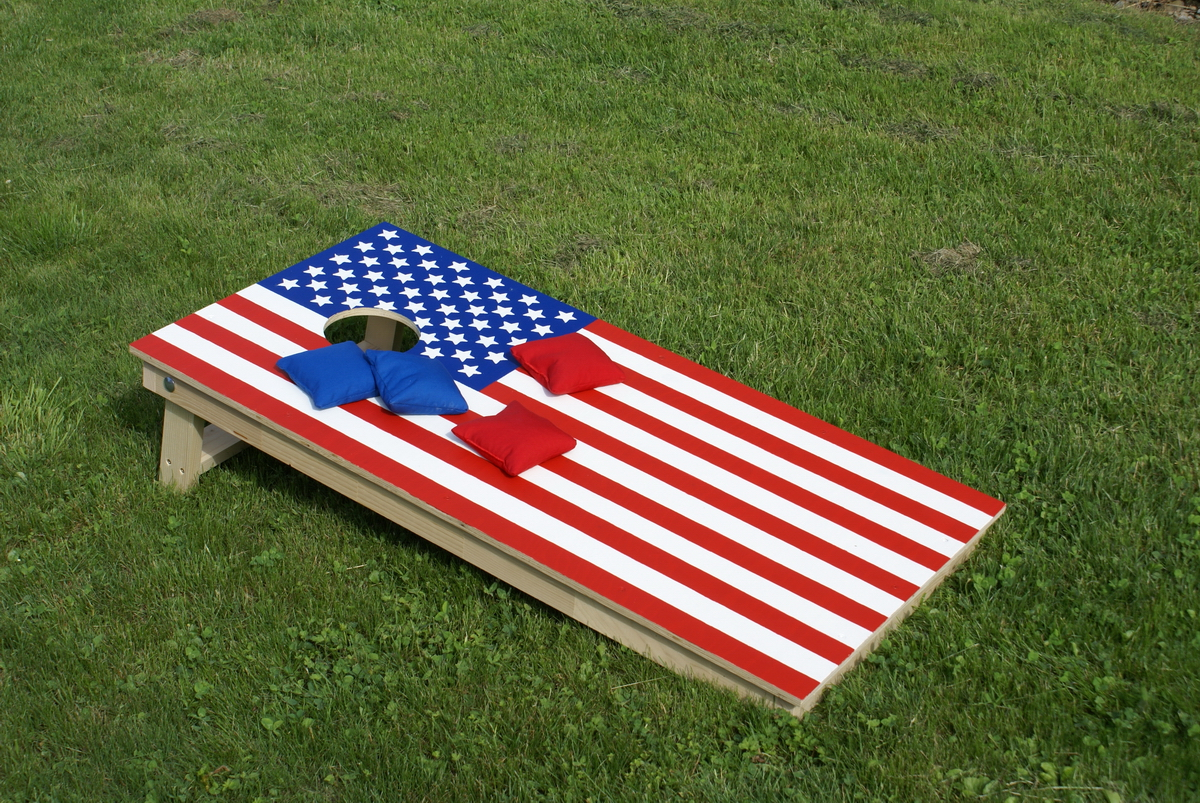
Cornhole USA Beanbag
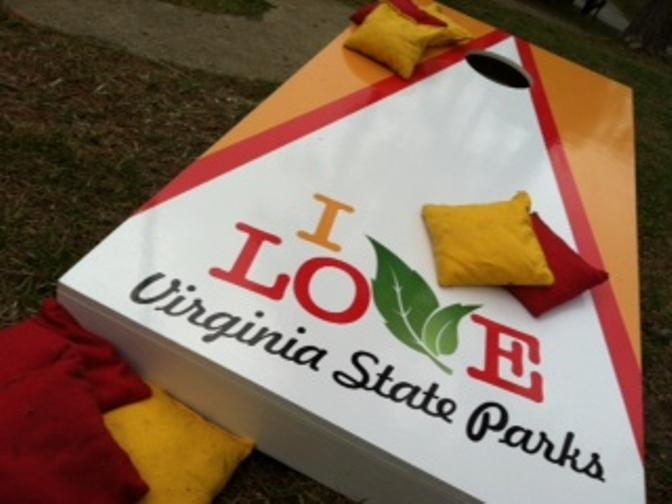
Jeu de poches à Twin Lakes State Park